# Desmoscolex leptus
Desmoscolex leptus är en rundmaskart som beskrevs av Steiner 1916. Desmoscolex leptus ingår i släktet Desmoscolex och familjen Desmoscolecidae. Inga underarter finns listade i Catalogue of Life.